# Jim Ritcher
College Football Hall of Fame 1998
(en) Statistiques sur pro-football-reference
James Alexander Ritcher (né le 21 mai 1958 à Berea dans l'État de l'Ohio) est un joueur américain de football américain.

## Carrière

### Université
Ritcher commence sa carrière de footballeur à la Highland Hight School de Medina et est All-American" dans la Caroline du Nord, ce qui lui permet de remporter le Outland Trophy.

### NFL
Il est sélectionné au premier tour du draft de 1980 au seizième tour par les Bills de Buffalo. Lors de ces trois premières saisons, il ne joue que trois matchs en tant que titulaire pour 37 matchs joué. Le déclic intervient lors de la saison 1983 où il commence à devenir membre de l'équipe  type intervenant à chaque partie. Avec les Bills, il joue quatre Superbowl consécutifs pour autant de défaite. Après la saison 1993, Jim quitte le club des Bills et part pour les Falcons d'Atlanta avec qui il ne joue pas beaucoup lors de la saison 1994 (2 matchs) et ne gagne pas sa place comme titulaire en 1995 (13 matchs).
Jim Ritcher prend sa retraite après cette saison 1995, il totalise 218 matchs pour 167 en tant que titulaire. En 1998, il entre au College Football Hall of Fame.

## Palmarès
- Finaliste de quatre Superbowl: XXV, XXVI, XXVII et XXVIII.
- Intronisé au College Football Hall of Fame (classe de 1998)
- Lauréat du Outland Trophy en 1979
- Le numéro de Richter qu'il portait lors de sa carrière universitaire fut retiré. Le #51 est un maillot retiré.